# Entente Football Club
O Entente Football Club é um clube de futebol do Benim. Disputa atualmente a segunda divisão do país.
O clube representa as Forças Armadas nacionais. Até certo tempo atrás, possuíam o nome de "Forces Armées Populaires" (e possuíam o apelido de Adjidjas - "ouriços" em francês).

## Títulos
- Championnat de la République Populaire du Bénin: 1981

## Retrospecto em competições continentais
| Temporada | Competição                 | Fase       | Oponente             | Resultados |
| --------- | -------------------------- | ---------- | -------------------- | ---------- |
| 1982      | Copa Africana dos Campeões | Preliminar | ASC Police           | 2–0, 1–1   |
| 1982      | Copa Africana dos Campeões | 1ª fase    | Stella Club d'Adjamé | 1–3, 1–3   |